# Dürdane
 (juin 2017).
Si vous disposez d'ouvrages ou d'articles de référence ou si vous connaissez des sites web de qualité traitant du thème abordé ici, merci de compléter l'article en donnant les références utiles à sa vérifiabilité et en les liant à la section « Notes et références ».
Dürdane est un prénom majoritairement porté par des femmes turques. Il signifie « perle rare ». Dürdane est dérivé du prénom iranien Dordaneh[réf. nécessaire].

## Personnalités portant ce prénom
- Pour l'ensemble des articles sur les personnes portant ce prénom, consulter :
  - la liste des articles dont le titre commence par ce prénom
  - les listes produites par Wikidata : Liste des personnes de prénom « Dürdane » — même liste en incluant les éventuels prénoms composés qui contiennent « Dürdane ».